# Kazimierz Przerwa-Tetmajer
Kazimierz Przerwa-Tetmajer, né le 12 février 1865 à Ludźmierz et mort le 18 janvier 1940 à Varsovie est un poète, romancier, auteur dramatique et journaliste polonais. Prince des poètes symbolistes, l'incarnation d'un poète moderniste aux yeux de ses contemporains, il est la figure de proue du mouvement Jeune Pologne. 

## Biographie
Le père de Kazimierz Przerwa-Tetmajer, Adolf a combattu lors de l'insurrection polonaise de 1830. Après avoir perdu leur propriété à cause de la participation au soulèvement, les parents déménagent à Cracovie où la mère de Kazimierz tiendra une maison d'hôtes. Son demi-frère Włodzimierz Tetmajer deviendra peintre.
Kazimierz Przerwa-Tetmajer étudie la philosophie de l'université Jagellonne et collabore en tant que journaliste avec les revues Tygodnik Ilustrowany, Kurier Warszawski et le Czas (le Temps). Il poursuit ses études à Heidelberg. De retour en Pologne, il vit principalement à Zakopane et à Cracovie. Pendant quelque temps, il est secrétaire personnel d'Adam Krasinski et voyage avec lui à travers l'Europe.
Pendant la Première Guerre mondiale, il se lie avec les Légions polonaises de Józef Piłsudski et il organise le comité de défense de Spisz, Orawa et Podhale pour que ces régions faissent partie du jeune Etat polonais qui est en train de se reconstituer. Après la guerre, il vit à Varsovie. 
Comme Verlaine dans la poésie française, Tetmajer porte la musicalité du vers polonais à des sommets inconnus depuis le génie du romantisme, Juliusz Słowacki. Sa poésie qui aborde souvent de grands thèmes philosophiques et métaphysiques est aussi l'un des sommets de l'impressionnisme dans la poésie européenne. 
Son premier recueil de poèmes Poezje publié en 1891, considéré comme son véritable début poétique, inaugure la période du modernisme dans la littérature polonaise. Dans ses poèmes-manifestes, Tetmajer exprime les sentiments à la mode : la décadence de la fin du siècle, le découragement et l'impuissance ( « La mélancolie, la tristesse, le découragement sont le contenu de mon âme »), ainsi que l'adoration de l'art (Evviva l'arte). Il se réfère à la philosophie de Schopenhauer et Nietzsche, et s'intéresse aux religions orientales.
Le deuxième recueil publié en 1894, lui apporte une grande renommée et une grande popularité, que consolide le troisième recueil sorti en 1898.
Considéré par ses lecteurs et surtout par ses lectrices ainsi que par les critiques littéraires de la Jeune Pologne comme l’écrivain le plus sensuel de l’époque, Tetmajer s'illustre dans la poésie érotique à laquelle il donne une nouvelle forme, très audacieuse pour l'époque. Le poème J'aime quand une femme s'évanouit dans mon étreinte provoque un scandale, et il est interdit aux jeunes filles. Selon une rumeur, chaque poème de Tetmajer est dédié à une amante spécifique, et une dizaine de dames revendiquent le rôle de la muse pour J'aime quand une femme. Les érotiques du poète font partie des classiques indémodables de la littérature polonaise. 
Tetmajer a une réputation d'un grand séducteur. Fiancé cinq fois, il ne s'est jamais marié. Au plus fort de sa renommée, il reçoit des centaines de lettres d'admiratrices dont un groupe suit le poète dans tous ses voyages à Varsovie, Zakopane ou encore Vienne.
Originaire de Ludźmierz, Przerwa-Tetmajer connait bien la région de Podhale et les montagnes Tatras. Il est l'un des premiers alpinistes polonais. En 1892, il participe à la première ascension du sommet Staroleśny Szczyt. En 1902, encore de son vivant, le col près de Gerlach, la plus haute montagne des Tatras, est nommé en son honneur. 

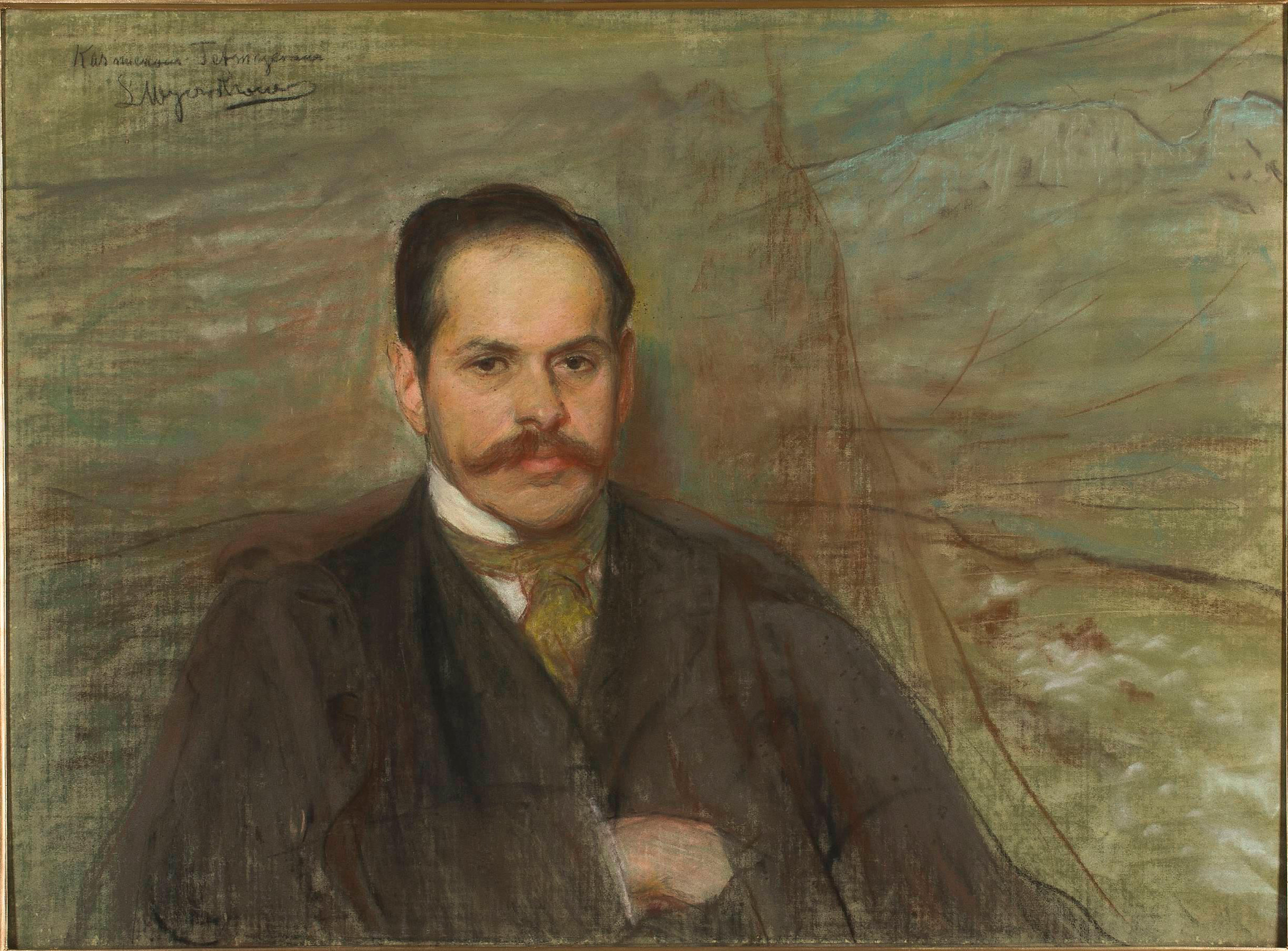
Kazimierz Przerwa-Tetmajer par Leon Wyczółkowski

Amoureux des montagnes polonaises et fasciné par leur folklore, Tetmajer s'immortalise par un recueil de contes Na Skalnym Podhalu (Dans la Podhale rocheuse), écrit en dialecte montagnard, ainsi que par l'épopée des Tatras La légende des Tatras (en français, La Légende des Tatras) qui raconte notamment la vie de Juraj Jánošík. Certains poèmes de Tetmajer, stylisés pour ressembler au dialecte montagnard, deviennent tellement populaires parmi les montagnards qu'ils les revendiquent eux-mêmes comme leurs chansons authentiques.
Le poète est également l'auteur des pièces de théâtre historique : Zawisza Czarny (1901), Rewolucja (1906), Judasz (1917).
Tetmajer a un fils illégitime avec une actrice inconnue. Pendant les premières années de sa vie, il ne s'intéresse pas à lui, mais en 1906, alors que le garçon a quelques années, il le kidnappe lors d'une promenade, l'emmène à Zakopane et entame la procédure de reconnaissance officielle de sa paternité. Il place de grands espoirs en lui. Cependant, son fils n'est pas à la hauteur des attentes de son père. Il se noie dans l'alcoolisme, contracte une maladie vénérienne et se suicide à l'âge de 33 ans.
Tetmajer sait qu'il a contracté la syphilis, mais croit au pouvoir des injections de mercure. Bien qu'il ne ressent aucune gêne, il développe au fil des années une deuxième forme de la maladie, la neurosyphilis, qui se manifeste par des troubles mentaux. À partir des années 1920, l'artiste ne peut plus créer, il perd progressivement la vue et devient de moins en moins indépendant. En reconnaissance de sa contribution à la littérature, il reçoit une pension de l'État et la ville de Bydgoszcz, en plus de lui accorder la citoyenneté d'honneur, lui verse un salaire. Il est le président de la Société des écrivains et journalistes et on le nomme membre honoraire de l'Académie polonaise de littérature. 
Il est logé et nourri gratuitement dans un appartement de l'Hôtel européen de Varsovie, alors que l'Association des restaurateurs et pâtissiers de Varsovie lui accorde une consommation gratuite et illimitée dans tous les restaurants, cafés et confiseries de Varsovie. Les Scouts de Varsovie veillent sur lui. 
En janvier 1940, quatre mois après l'invasion nazie de la Pologne, les autorités allemandes de la Varsovie occupée ordonnent aux résidents de l'hôtel de le quitter. Le 13 janvier 1940, les médecins polonais, informés du projet, emmènent le poète gravement malade dans une ambulance directement à l'hôpital Infant Jesus de Varsovie, où, malgré des soins, il décède quelques jours plus tard. 
Le poète est d'abord inhumé à Varsovie. Mais pour exaucer les vœux des montagnards ses restes sont transférés en 1986 au cimetière des Grands hommes Na Pęksowym Brzyzku à Zakopane. 
Mieczysław Karłowicz en 1895-1896, Henryk Mikołaj Górecki en 1986 et Krzysztof Penderecki en 2010 ont composé d'admirables mélodies sur certains de ses poèmes.